# Transgas

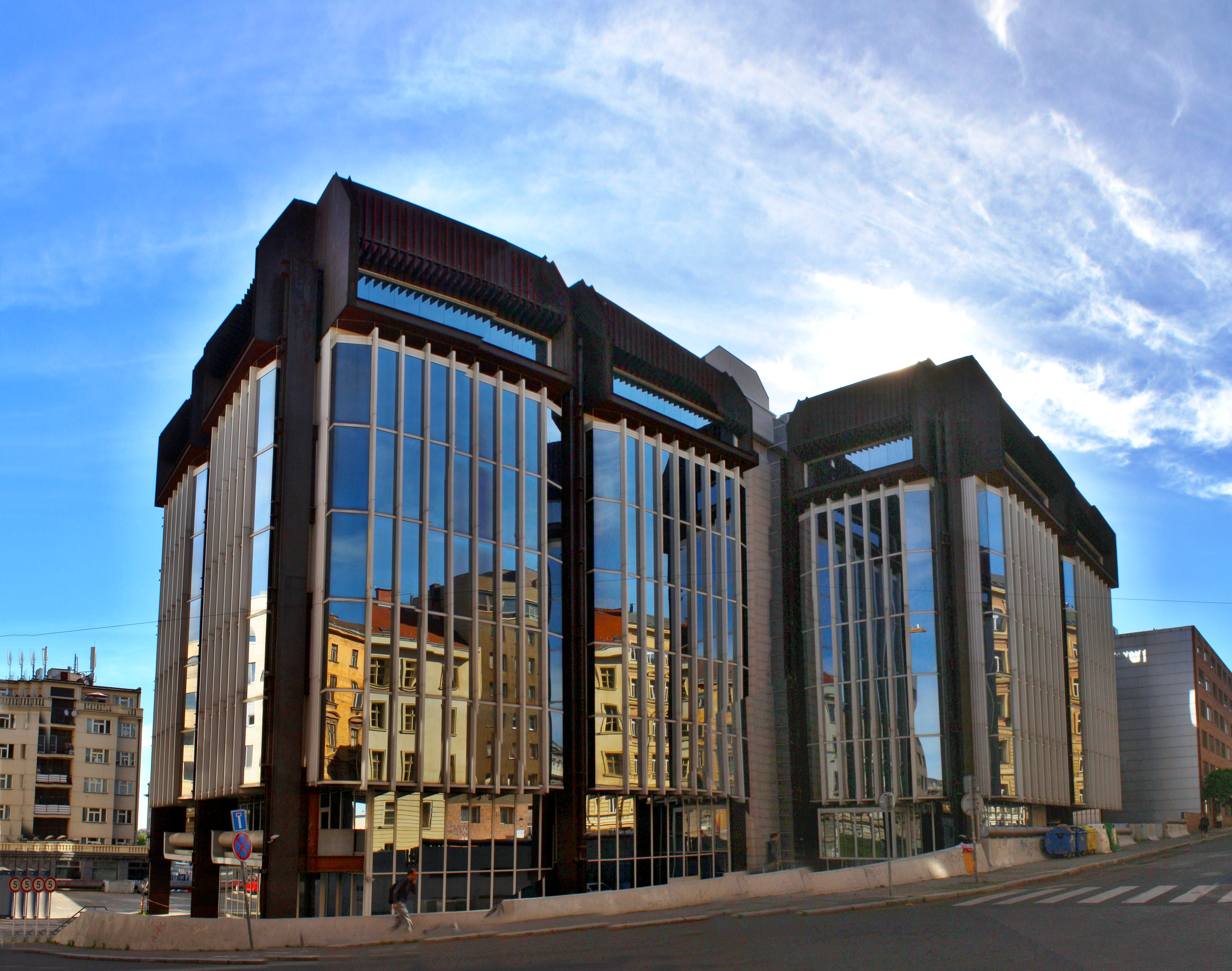

Transgas este o clădire hitech cu elemente brutaliste în centrul orașului Praga, Republica Cehă. Este constituită ca o parte cubică de culoare gri inchis. Fațada este învelită în pavele mici. Celelalte două clădiri sunt înalte, cu geamuri lungi și construcții metalice închise la culoare.
Clădirea a fost comandată de guvernul cehoslovac, care a convenit în 1970 să construiască o conductă și să livreze gaze sovietice către Europa de Vest. Deoarece conducta a fost numită Transgas, același nume a fost dat clădirii folosite din 1978 drept cameră de control și expeditor. Arhitecții și designerii au fost Jiří Eisenreich, Jindřich Malátek, Václav Aulický și Ivo Loos (fântână). A fost construită din anii 1972 până în 1978 pe locul unei clădiri de apartamente, care a fost demolată anterior.
Începând cu anul 2017, s-a decis demolarea clădirii, iar toate incercările diferitelor grupuri de a fi recunoscută drept monument cultural, au eșuat. În ianuarie 2017, istoricii de arta ai universitatilor din Cehia au descris clădirea ca fiind un exemplu excepțional de arhitectură brutalistă, și au solicitat Ministrului Culturii, Daniel Herman, să prevină demolarea acesteia. Aceștia au scris: „în contextul arhitecturii cehești a celei de-a doua jumătăți a secolului al XX-lea, este o clădire excepțională care urmează cu creativitate stilurile perioadei - ale tehnicismului occidental și brutalismlui”.
În noiembrie 2017, Ministerul Culturii din Cehia a aprobat demolarea pentru ca un nou complex de birouri să fie construit.

## Galerie

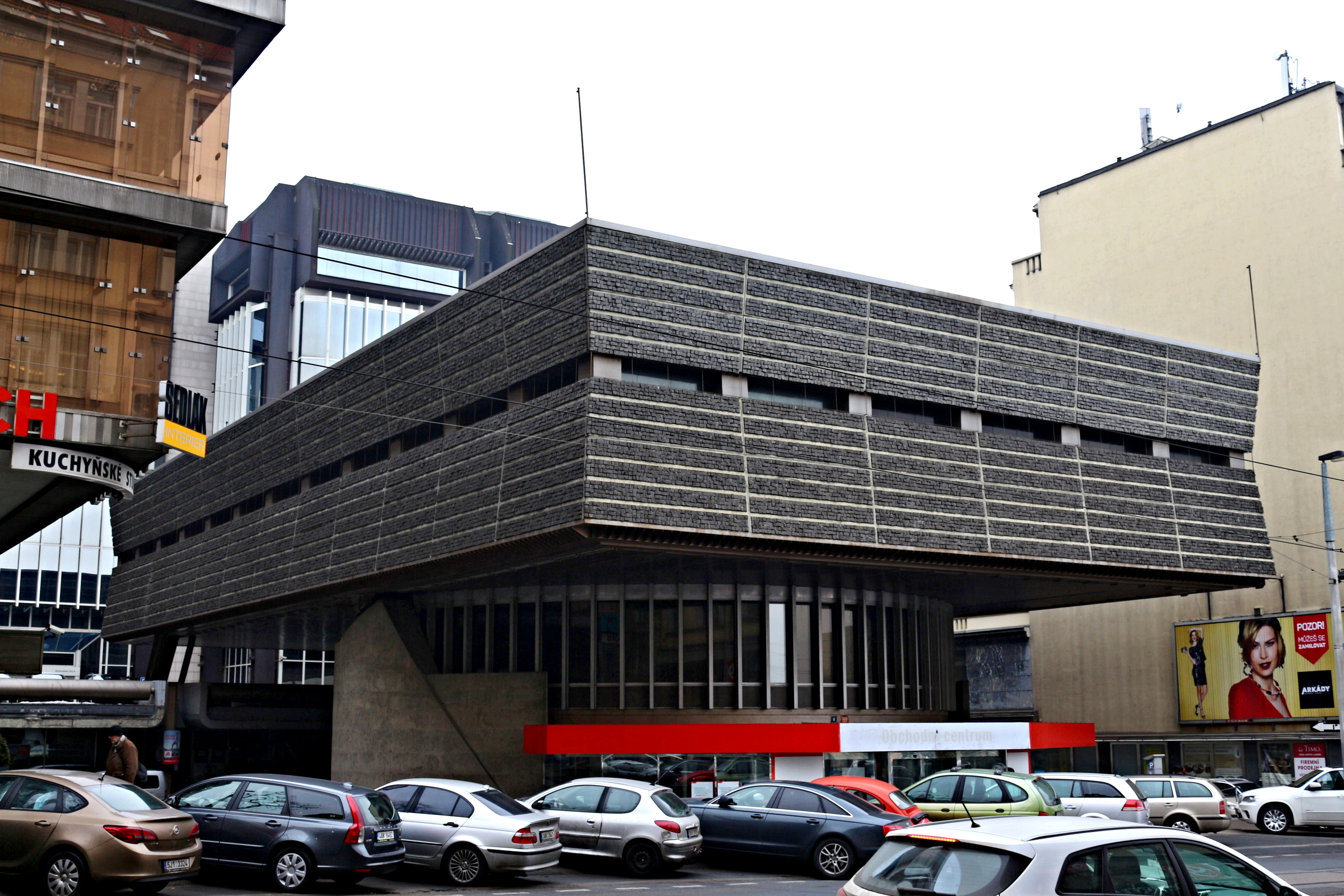
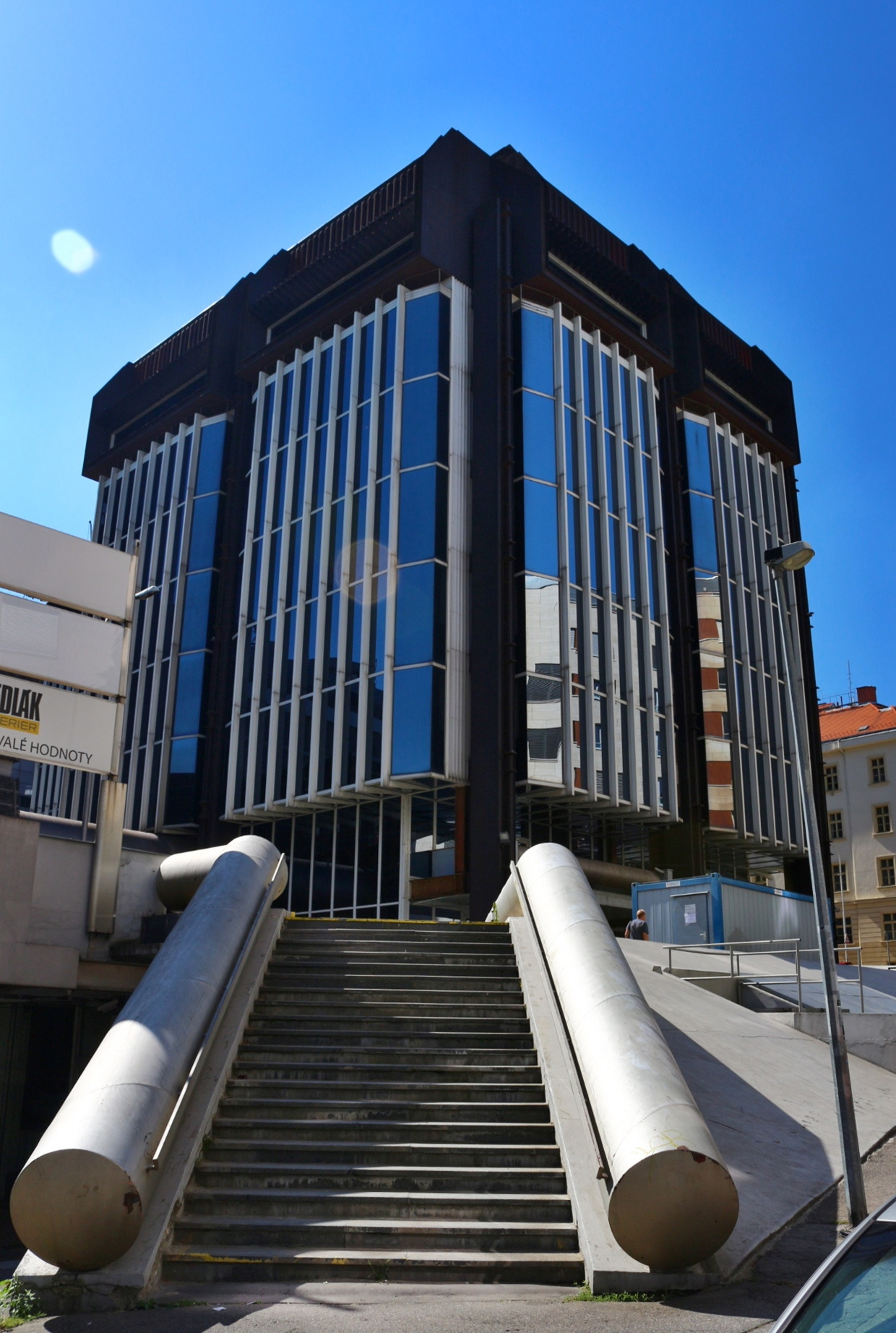
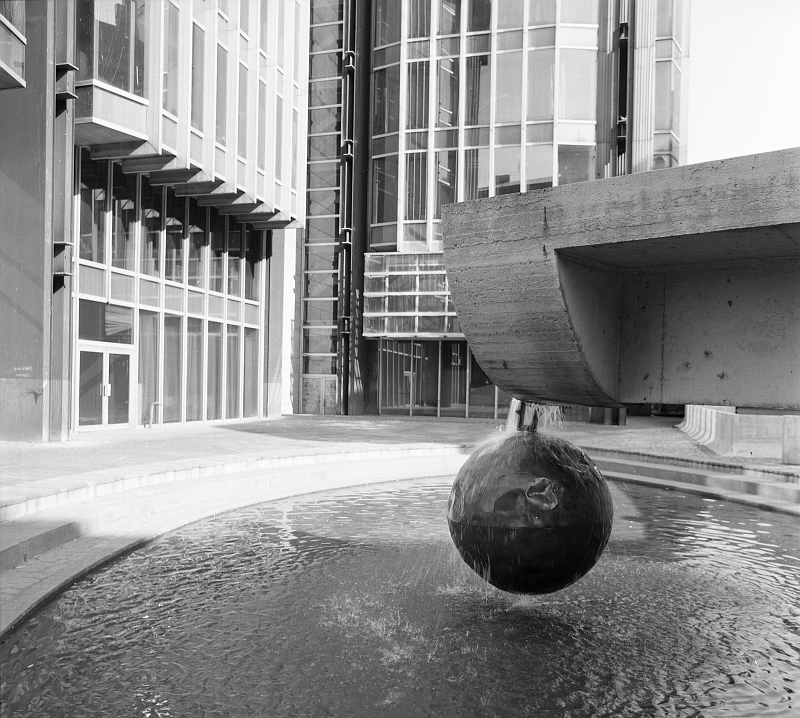